# Kulstötning för damer i friidrott vid olympiska sommarspelen 2000
Kulstötning för damer vid olympiska sommarspelen 2000 i Sydney avgjordes 27-28 september. 

## Medaljörer
| Gren        | Guld                     | Guld    | Silver                     | Silver  | Brons                      | Brons   |
| Kulstötning | Janina Koroltjik Belarus | 20,56 m | Larisa Pelesjenko Ryssland | 19,92 m | Astrid Kumbernuss Tyskland | 19,62 m |

## Resultat
- Q innebär avancemang utifrån placering i heatet/klarat kvalgränsen.
- q innebär avancemang utifrån total placering.
- DNS innebär att personen inte startade.
- DNF innebär att personen inte fullföljde.
- DQ innebär diskvalificering.
- NR innebär nationellt rekord.
- OR innebär olympiskt rekord.
- WR innebär världsrekord.
- PB innebär personligt rekord.
- SB innebär säsongsbästa.

## Kval

### Grupp A
| Placering | Totalt | Idrottare                         | Försök | Försök | Försök | Längd   | Noteringar |
| Placering | Totalt | Idrottare                         | 1      | 2      | 3      | Längd   | Noteringar |
| --------- | ------ | --------------------------------- | ------ | ------ | ------ | ------- | ---------- |
| 1         | 4      | Krystyna Danilczyk-Zabawska (POL) | 18.32  | 18.42  | 18.93  | 18,93 m |            |
| 2         | 5      | Astrid Kumbernuss (GER)           | 18.90  | —      | —      | 18.90 m |            |
| 3         | 6      | Svetlana Kriveljova (RUS)         | 18.48  | 18.56  | —      | 18.56 m |            |
| 4         | 7      | Kalliopi Ouzouni (GRE)            | 17.35  | 18.56  | —      | 18.56 m |            |
| 5         | 8      | Yumileidi Cumbá (CUB)             | X      | 18.02  | 18.42  | 18.42 m |            |
| 6         | 10     | Cheng Xiaoyan (CHN)               | 17.67  | 18.23  | X      | 18.23 m |            |
| 7         | 11     | Lieja Koeman (NED)                | 17.43  | 17.99  | 17.35  | 17.99 m |            |
| 8         | 14     | Vivian Chukwuemeka (NGR)          | X      | 17.33  | 17.47  | 17.47 m |            |
| 9         | 15     | Lee Myung-Sun (KOR)               | 17.25  | 17.40  | 17.44  | 17.44 m |            |
| 10        | 16     | Connie Price-Smith (USA)          | 17.38  | 16.70  | 17.42  | 17.42 m |            |
| 11        | 20     | Laurence Manfredi (FRA)           | 16.57  | 16.38  | X      | 16.57 m |            |
| 12        | 23     | Martina de la Puente (ESP)        | X      | 16.30  | X      | 16.30 m |            |

### Grupp B
| Placering | Totalt | Idrottare                     | Försök | Försök | Försök | Längd   | Noteringar |
| Placering | Totalt | Idrottare                     | 1      | 2      | 3      | Längd   | Noteringar |
| --------- | ------ | ----------------------------- | ------ | ------ | ------ | ------- | ---------- |
| 1         | 1      | Janina Koroltjik (BLR)        | 19.36  | —      | —      | 19,36 m |            |
| 2         | 2      | Olga Rjabinkina (RUS)         | 17.32  | 18.04  | 19.20  | 19.20 m | PB         |
| 3         | 4      | Larisa Pelesjenko (RUS)       | 19.08  | —      | —      | 19.08 m |            |
| 4         | 9      | Nadine Kleinert-Schmitt (GER) | 17.75  | X      | 18.39  | 18.39 m |            |
| 5         | 12     | Valentina Fedjuschina (AUT)   | 16.95  | 17.84  | 17.45  | 17.84 m |            |
| 6         | 13     | Judy Oakes (GBR)              | 16.96  | X      | 17.81  | 17.81 m |            |
| 7         | 17     | Jesseca Cross (USA)           | 17.15  | 17.27  | 16.91  | 17.27 m |            |
| 8         | 18     | Katarzyna Żakowicz (POL)      | 16.49  | 16.74  | 16.95  | 16.95 m |            |
| 9         | 19     | Mara Rosolen (ITA)            | 16.13  | X      | 16.66  | 16.66 m |            |
| 10        | 21     | Iolanta Uljeva (KAZ)          | 16.38  | 15.11  | 16.31  | 16.38 m |            |
| 11        | 22     | Teri Tunks (USA)              | X      | 15.30  | 16.34  | 16.34 m |            |
| 12        | 24     | Yu Xin (CHN)                  | 15.68  | 16.18  | —      | 16.18 m |            |
| 13        | 25     | Nada Kawar (JOR)              | X      | 15.67  | X      | 15.67 m |            |

## Final
| Placering | Idrottare                     | Försök | Försök | Försök | Försök | Försök | Försök | Längd   | Noteringar |
| Placering | Idrottare                     | 1      | 2      | 3      | 4      | 5      | 6      | Längd   | Noteringar |
| --------- | ----------------------------- | ------ | ------ | ------ | ------ | ------ | ------ | ------- | ---------- |
| 1         | Janina Koroltjik (BLR)        | 19,43  | X      | 18,76  | 19,11  | X      | 20,56  | 20,56 m | NR         |
| 2         | Larisa Pelesjenko (RUS)       | 19.16  | 19.92  | 19.79  | X      | X      | 19.60  | 19.92 m |            |
| 3         | Astrid Kumbernuss (GER)       | 19.38  | 19.24  | 18.73  | 18.76  | 18.89  | 19.62  | 19.62 m |            |
| 4         | Svetlana Kriveljova (RUS)     | 18.84  | 18.60  | 19.04  | 19.12  | 19.37  | 19.36  | 19.37 m |            |
| 5         | Krystyna Zabawska (POL)       | 18.61  | 17.93  | 19.18  | 18.39  | X      | 17.16  | 19.18 m | SB         |
| 6         | Yumileidi Cumbá (CUB)         | 18.33  | 18.30  | 18.70  | X      | X      | X      | 18.70 m |            |
| 7         | Kalliopi Ouzouni (GRE)        | 18.45  | X      | 18.63  | 18.34  | X      | 17.09  | 18.63 m | NR         |
| 8         | Nadine Kleinert-Schmitt (GER) | X      | 18.49  | 18.33  | X      | X      | X      | 18.49 m |            |
|           |                               |        |        |        |        |        |        |         |            |
| 9         | Lieja Koeman (NED)            | X      | 17.56  | 17.96  |        |        |        | 17.96 m |            |
| 10        | Olga Rjabinkina (RUS)         | 17.33  | 17.85  | 17.66  |        |        |        | 17.85 m |            |
| 11        | Cheng Xiaoyan (CHN)           | 17.30  | 17.85  | X      |        |        |        | 17.85 m |            |
| 12        | Valentina Fedjuschina (AUT)   | 16.70  | 17.14  | 16.75  |        |        |        | 17.14 m |            |